# Advanced Functional Materials
Advanced Functional Materials – рецензований науковий журнал, який публікує Wiley-VCH. Журнал засновано під сучасною назвою у лютому 2001 року, почав виходити щомісяця у 2002 році, перейшов до 18 номерів у рік у 2006 році, раз на два тижні – у 2008 році та щотижня – у 2013 році. Виходив під іншими назвами з 1985 року  
Формати публікацій включають оригінальні дослідницькі роботи, тематичні статті та важливі повідомлення.

## Історія
Журнал засновано у 2001 році Пітером Грегорі, редактором Advanced Materials, коли було припинено випуск журнал Wiley Advanced Materials for Optics and Electronics (заснований 1992 року); однак нумерація томів продовжувалася.
Advanced Functional Materials є дочірнім журналом Advanced Materials і публікує повні статті та тематичні статті про розробку та застосування функціональних матеріалів, включаючи теми з хімії, фізики, нанотехнологій, кераміки, металургії та біоматеріалів. Часті теми, які висвітлюються в журналі, також включають рідкі кристали, напівпровідники, надпровідники, оптику, лазери, датчики, пористі матеріали, світловипромінювальні матеріали, магнітні матеріали, тонкі плівки та колоїди .
Головний редактор Йорн Ріттербуш; попередній – Девід Фланаган.

## Реферування та індексування
Advanced Functional Materials індексується в наступних бібліографічних базах даних: 
- Thomson Reuters Web of Science
- CSA Illunina
- Chemical Abstracts Service (ACS)
- Compendex
- FIZ Karlsruhe Databases
- Inspec
- Polymer Library
- SCOPUS (Elsevier)